# Orquestra Filarmônica de Nova Iorque
A Filarmônica de Nova Iorque (português brasileiro) ou Filarmónica de Nova Iorque (português europeu), oficialmente Sociedade Filarmônica de Nova Iorque), é uma orquestra filarmônica baseada em Nova Iorque, Estados Unidos. É uma das orquestras conhecidas como Big Five. A Filarmônica tem como residência o Avery Fisher Hall, localizado no Lincoln Center, em Nova Iorque.
Fundada em 1842, a orquestra é a instituição filarmônica mais antiga dos Estados Unidos por mais de quatro décadas. Celebrou seu concerto de número 14 mil em dezembro de 2004.
Alan Gilbert é o atual Diretor Musical da Filarmônica, e Zarin Mehta (irmão do mundialmente renomado Diretor Musical Zubin Mehta) é o Presidente.

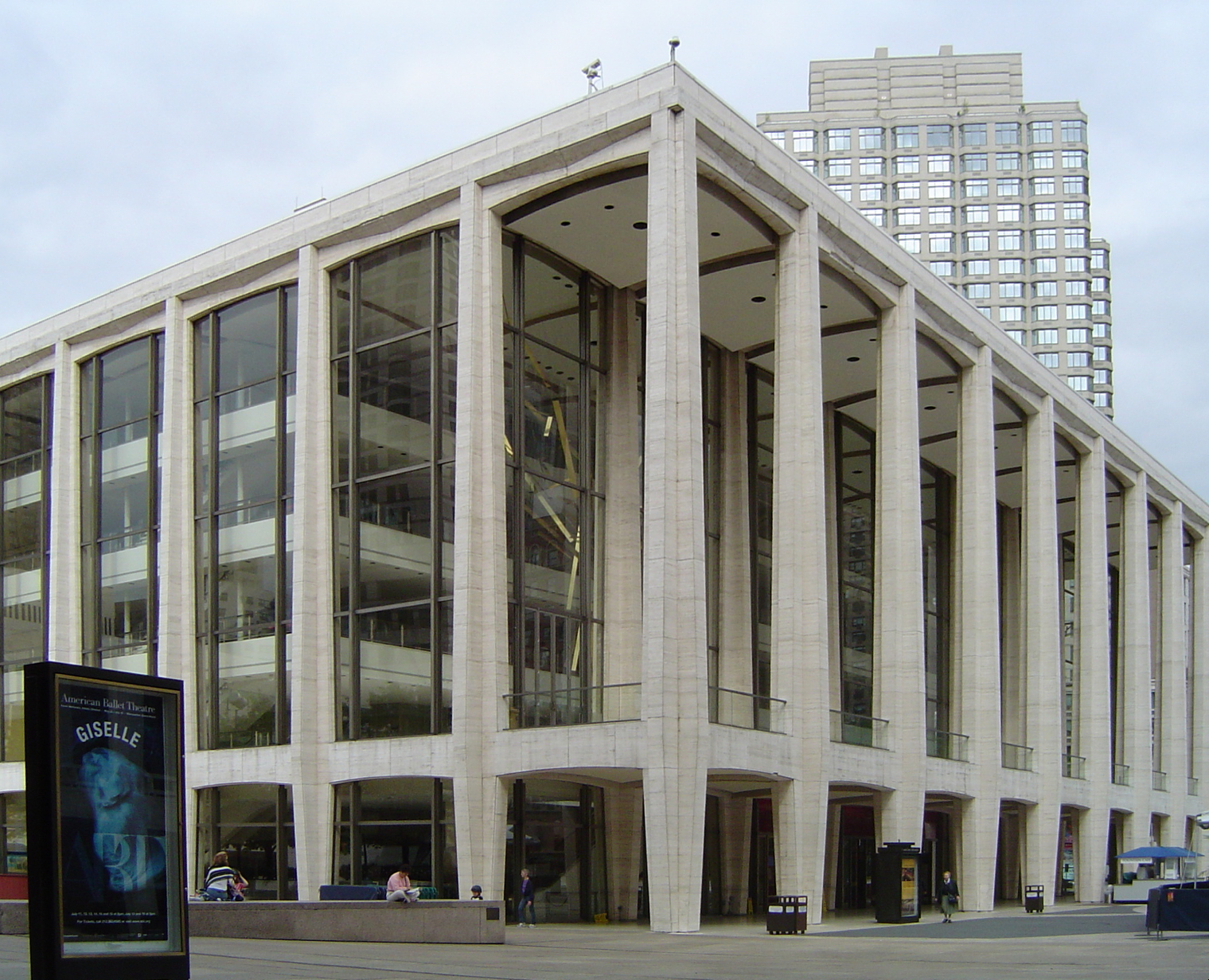
O Avery Fisher Hall, no Lincoln Center, é a atual sede da Orquestra Filarmônica de Nova Iorque.

## História

### Fundação e Primeiro Concerto

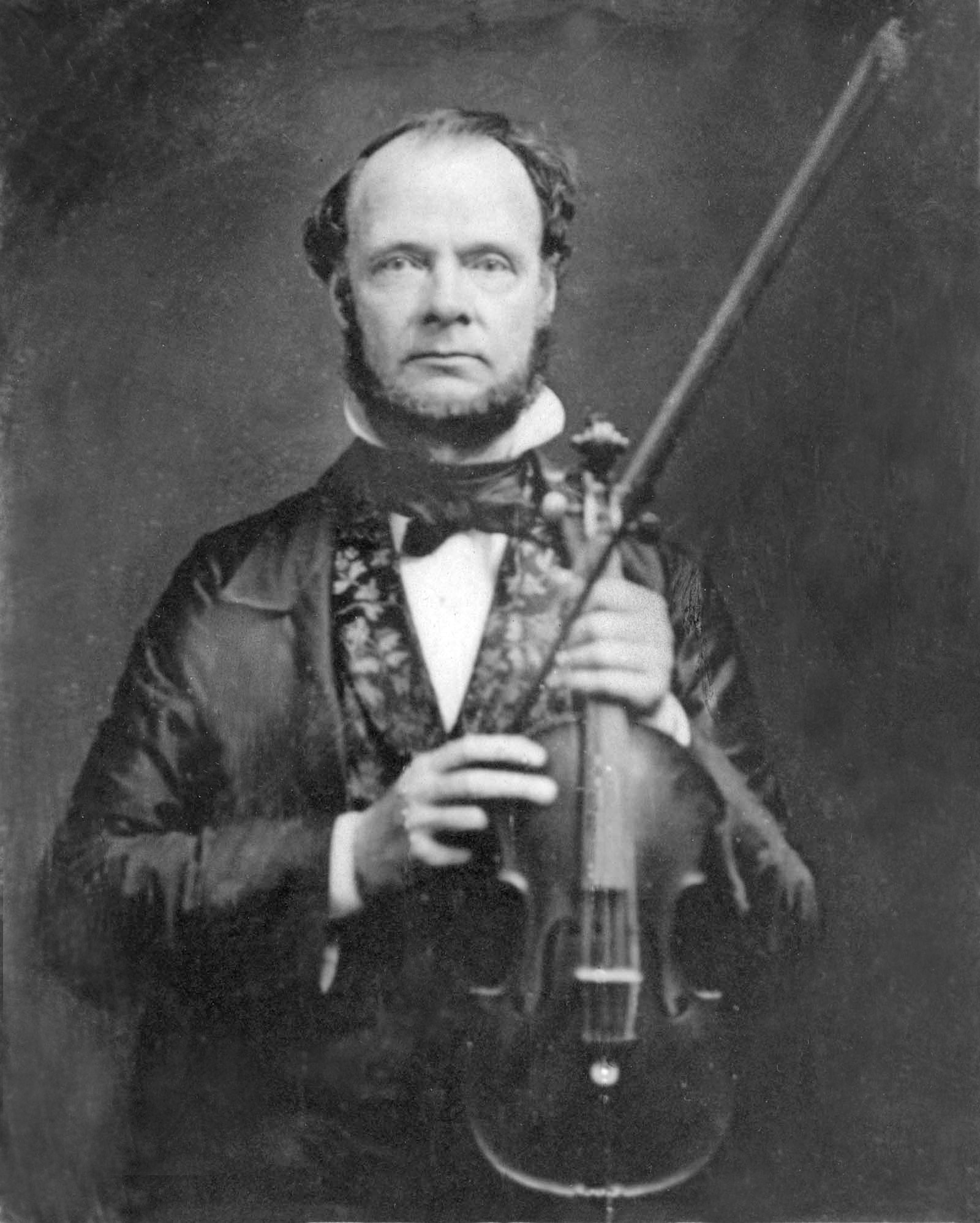
Ureli Corelli Hill

A orquestra foi fundada pelo maestro estadunidense Ureli Corelli Hill, em 1842 como Sociedade Filarmônica de Nova Iorque - a terceira Filarmônica dos Estados Unidos desde 1799, declarando que sua atitude "é um avanço para a música instrumental". O primeiro concerto da orquestra aconteceu dia 7 de dezembro de 1842 no Apollo Rooms para um público composto por 600 pessoas. O concerto abriu com a Sinfonia nº5 de Ludwig van Beethoven, conduzida por Hill. Outros dois maestros também conduziram a orquestra nas três horas de programa: o alemão Henry Christian Timm e o francês Denis Etienne.

### Nona de Beethoven e Nova Residência
Após doze performances públicas, a Filarmônica organizou um concerto para arrecadar fundos para construir sua nova residência. O programa foi a Sinfonia nº 9 de Beethoven, sendo apresentada no Castle Garden, em Manhattan. Aproximadamente 400 músicos e vozes participaram da premières americana. O coral foi traduzido para o Inglês pela primeira vez na história. Entretanto, com o ticket ao preço de 2 dólares, a Filarmônica não conseguiu o necessário e sua construção teve que esperar.
Durante as primeiras sete temporadas da Filarmônica, sete músicos alternaram como maestros. Em audição com Hill, Timm e Etienne, se apresentaram: William Alpers, George Loder, Louis Wiegers e Alfred Boucher. Isso mudou em 1849, quando Theodore Eisfeld instalou-se na orquestra como Maestro Solo para uma temporada. Eisfeld foi o maestro até 1865. Nesse ano, Eisfeld conduziu um concerto de memória para o recém assassinado Abraham Lincoln, mas esse peculiar evento foi criticado pela imprensa Nova Iorquina e a Filarmônica omitiu o último movimento: "Hino a Alegria", considerando-a inapropriada para a ocasião. Nesse ano, Eisfeld retornou para a Europa e Carl Bergmann tornou-se o maestro, até sua morte em 1876.

## Competição
Leopold Damrosch spalla de Franz Liszt em Weimar, serviu como maestro da Filarmônica na temporada de 1876/7. Mas sentindo a falta de suporte do público da Filarmônica, ele deixou a orquestra para fundar a sua rival: Sociedade Sinfônica de Nova Iorque, em 1878. Após sua morte, em 1885, seu filho Walter, de 23 anos de idade, assumiu a Sociedade e continuou a competição com a Filarmônica. Walter convenceu Andrew Carnegie de que Nova Iorque precisava de uma sala de concertos de primeira classe e em 5 de maio de 1897, Walter e o compositor russo Piotr Ilyich Tchaikovsky conduziram o concerto inaugural do novo Carnegie Hall (levando o nome do seu bem feitor).

## Theodore Thomas
A Filarmônica em 1877 passou por uma desesperadora condição financeira, causados por cinco concertos da temporada 1876/7 que renderam apenas 168 dólares de lucro a orquestra. Representantes da Filarmônica desejaram atrair o maestro anglo-americano Theodore Thomas, que tinha sua própria orquestra, Orquestra Theodore Thomas, para dirigir a Filarmônica por uma década. Thomas recusou a primeira oferta, não querendo dissolver sua própria orquestra. Mas a Filarmônica ofereceu o cargo a Thomas sem condições e ele começou a conduzir no outono de 1877. Com exceção da temporada 1878/7 (que foi conduzida pelo maestro Adolph Neuendorff), Thomas conduziu a orquestra por quatorze anos, melhorando assim a situação financeira da orquestra, criando um conjunto polido e virtuoso. Ele deixou a orquestra em 1891 para fundar a Orquestra Sinfônica de Chicago, levando treze músicos com ele.
Outro celebrado maestro, Anton Seidl, sucedeu a Thomas no podium da Filarmônica, servindo até 1898. Seidl, que tinha trabalhado com Richard Wagner como seu assistente, foi o maestro que conduziu a Filarmônica na première mundial da Sinfonia nº9 de Antonín Dvorák. Seidl morreu repentinamente, aos 47 anos. Doze mil pessoas adquiriram ticket para seu funeral, que aconteceu no Metropolitan Opera House.
De acordo com Joseph Horowitz, a morte de Seidl foi seguida de "cinco temporadas sem sucesso", com Emil Paur (1898-1902) e Walter Damrosch (1902-1903). Após isso a orquestra apresentou-se apenas com maestros convidados, incluindo Édouard Colonne, Williem Mengelberg, Fritz Steinbach, Richard Strauss, Felix Weingartner e Henry Wood.

## Nova direção
Em 1909, um grupo comandado por duas mulheres, Mary Seney Sheldon e Minnie Untermyer foi formado para estabilizar as finanças da Filarmônica. Esse comitê foi o responsável por trazer Gustav Mahler para a Filarmônica como Maestro Residente e expandir a temporada de 18 para 54 concertos, incluindo uma turnê pela Nova Inglaterra. A Filarmônica foi a única orquestra sinfônica onde Mahler trabalhou como Diretor Musical sem responsabilidades operísticas. Em Nova Iorque ele conduziu muitos trabalhos pela primeira vez em sua carreira e introduziu ao público suas próprias composições. Com Mahler, com a figura de compositor e maestro, a temporada se expandiu, os salários dos músicos foram garantidos e a Filarmônica do século XX foi criada.
Em 1911 Mahler faleceu e a Filarmônica apontou Josef Stransky para substituí-lo. Muitos se surpreenderam com a escolha de Stransky pois não achavam que ele seria um bom sucessor a Mahler. Stransky conduziu os concertos da orquestra até 1920 e fez muitas gravações em 1917.

## Fusões e divulgação
Em 1921 a Filarmônica fundiu-se a Orquestra Sinfônica Nacional de Nova Iorque. Com essa fusão, o maestro holandês Willem Mengelberg tornou-se o Diretor Musical. Na temporada 1922/3, Stransky e Mengelberg dividiram a condução da orquestra, mas Stransky deixou a orquestra na outra temporada. Por nove anos, Mengelberg dominou a cena, mas outros maestros também conduziram a orquestra, como Bruno Walter, Wilhelm Furtwängler, Igor Stravinsky e Arturo Toscanini. Durante esse período, a Filarmônica tornou-se uma das primeiras orquestras americanas a realizar séries de concerto ao ar livre, apresentando concertos de verão no Lewisohn Stadium, em Manhattan. Em 1920 a orquestra contratou Henry Hadley como Maestro Associado, realizando um trabalho de "americanização" da orquestra: no fim de todo o concerto eles apresentavam um trabalho de um compositor americano.
Em 1924, os Concertos para Jovens Pessoas foi expandidos para uma séries de concerts infantis, sob a direção do maestro-compositor-pianista americano Ernest Schelling. Essas séries tornaram-se o protótipo para os concertos desse tipo que aconteciam pelo país.
Mengelberg e Toscanini comandaram a Filarmônica em uma sessão de gravações para a Victor Talking Machine Company e Brunswick Records, inicialmente uma gravação em estúdio e eventualmente no Carnegie Hall. A gravação de maior sucesso de Mengelberg com a Filarmônica aconteceu em 1927, uma performance no Carnegie Hall de Ein Heldenleben de Richard Strauss.
No ano de 1928 marcou com a última e mais importante fusão da Filarmônica: com a Sociedade Sinfônica de Nova Iorque. A Sinfônica tinha um histórico de 50 anos de inovações. Fez sua primeira turnê doméstica em 1882, introduziu concertos educacionais em 1891 e apresentou as premières de trabalhos como Concerto em F de George Gershwin e Egdon Heath de Gustav Holst.
É claro, a fusão criou ramificações para os músicos em ambas as orquestras. Winthrop Sargeant, um violinista da Sociedade Sinfônica e escritor de The New Yorker, lembrou da fusão como "uma espécia de operação cirúrgica, onde vinte músicos foram removidos da Filarmônica e seus lugares foram ocupados por um pequeno grupo de sobreviventes da Sinfônica. Essa cirurgia foi feita por Arturo Toscanini, que tornou-se o Maestro Residente em 1930, comandando o grupo em uma turnê europeia, que trouxe fama internacional imediata para a Orquestra.

## Período de guerra
Após a contratação sem sucesso do maestro alemão Wilhelm Furtwängler, o maestro inglês John Barbirolli e o maestro polonês Artur Rodziński foram contratados para sucede-lo, por Toscanini em 1936. Barbirolli ocupou o cargo até a primavera de 1941. Em 1943 Rodzinski, que conduziu o centenário da orquestra no Carnegie Hall foi apontado como Diretor Musical. Ele também conduziu a orquestra nas tardes de domingo na rádio. Logo após dos Estados Unidos entrarem na Segunda Guerra Mundial, Aaron Copland escreveu "A Lincoln Portrair" para a Filarmônica, em resposta do maestro Andre Kostelanetz.
Artur Rodziński, Bruno Walter e Sir Thomas Beecham fizeram séries de gravações com a Filarmônica para a Columbia, durante a década de 1940. Muitas dessas gravações foram realizadas no Liederkranz Hall.

## A Telegenic

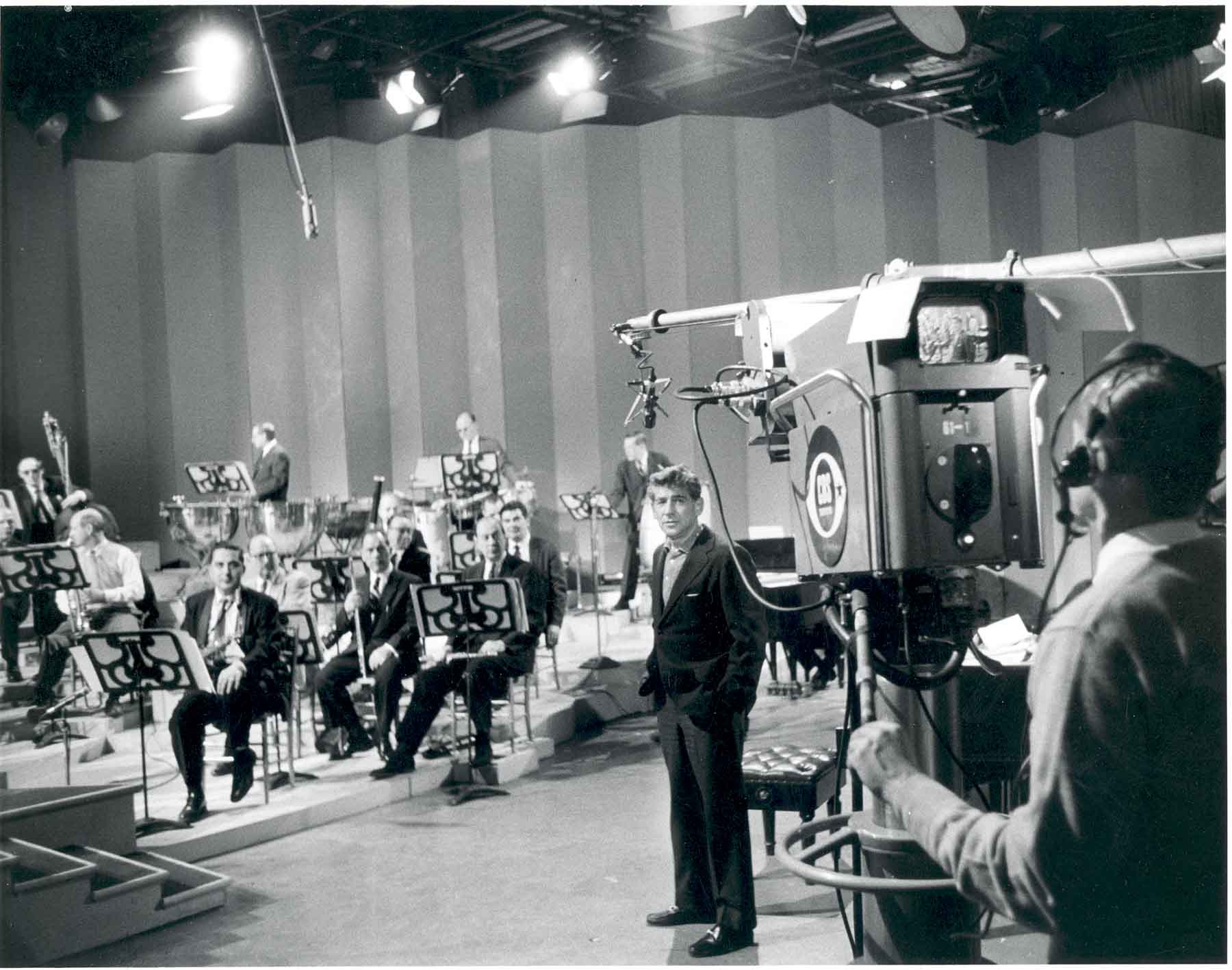
Leonard Bernstein with members of the Philharmonic rehearsing for a television broadcast, circa 1958. Bert Bial, New York Philharmonic Archives

Leopold Stokowski e Dimitri Mitropoulos foram apontados como maestros em 1949, com Mitropoulos como Diretor Musical em 1951. Mitropoulos tinha fama de introduzir obras de novos compositores em seus programas e apresentar em forma de concerto, algumas óperas já esquecidas, trouxe para a Filarmônica performances no Roxy Theatre. Mitropoulos fez inúmeras gravações para a Columbia e perto do fim de seus trabalhos, ele gravou partes do balé Romeo e Juliet de Sergei Prokofiev em estéreo. Em 1957, Mitropoulos e Leonard Bernstein serviram juntos como Maestros Residentes até, é claro, a temporada em que Leonard Bernstein foi apontado como o novo Diretor Musical, tornando-se o primeiro maestro americano a ter estudos nos Estados Unidos a conduzir a Filarmônica
Leonard Bernstein fez história na Filarmônica com sua estreia inesperada, sem ensaios e espetacular em 1943, foi Diretor Musical por 11 temporadas, período em que a orquestra cresceu incrivelmente. Foram iniciadas com ele duas séries televisionadas na CBS: "Concerto para Jovens Pessoas" e "Leonard Bernstein e a Filarmônica de Nova Iorque". Bernstein continuou gravando para a Columbia e foi Diretor Musical até 1969. Primeiramente Bernstein gravou no Carnegie Hall até 1962, mas após esse ano preferiu fazer gravações no Manhattan Center. Em 1960, o ano do centenário de Gustav Mahler, Bernstein e a Filamônica começaram a gravar um ciclo de oito das nove sinfonias de Mahler para a Columbia (a Sinfonia nº8 foi gravada por Bernstein com a Orquestra Sinfónica de Londres). Em 1962 Bernstein causou uma controvérsia com os comentários após a performances de Glenn Gould do Primeiro Concerto para Piano de Johannes Brahms.

## Música moderna
Bernstein, um advogado de compositores ainda vivos, supervisionou o início de um grande projeto da Filarmônica, resultando na criação de 109 novos trabalhos para orquestra. Em setembro de 1962, a Filarmônica pediu para Aaron Copland escrever um novo trabalho, Connotations for Orchestra, para o concerto de inauguração do novo Lincoln Center. A mudança para Philharmonic Hall em Lincoln Center trouxe uma expansão de concertos. Durante a primavera e o verão a Filarmônica participava do Festival Stravinsky (década de 1960), Rug Concerts de Pierre Boulez (década de 1970) e Hrizon's Festival de Jacob Druckman (década de 1980).
Em 1971, Pierre Boulez tornou-se o primeiro maestro francês a tornar-se Diretor Musical. Os anos de Boulez na Filarmônica foram notáveis pela expansão do repertório e inovação nos concertos. Durante esse período, a Filarmônica inaugurou o "Live From Lincoln Center", uma série de concertos televisionada, em 1976.

## Embaixadores
Zubin Mehta, o mais novo da nova geração de maestros mundialmente conhecidos, tornou-se Diretor Musical em 1978. Ele foi o maestro que mais tempo ficou a frente da Filarmônica, terminando seus trabalhos apenas em 1991.  Com Mehta no podium, a orquestra interpretou uma série de trabalhos contemporâneos, 52 na primeira temporada. Em 1980, a Filarmônica, já conhecida como uma orquestra de turnês, embarcou para sua turnê europeia, para marcar o aniversário de 50 anos da viagem a Europa com Toscanini.
Kurt Masur começou a conduzira Filarmônica com frequência após sua estreia com ela, em 1981 e tornou-se Diretor Musical em 1991, sucedendo Mehta. Seu contrato terminou em 2002 e ele foi nomeado o Diretor Musical Emérito da Filarmônica.

## O terceiro século

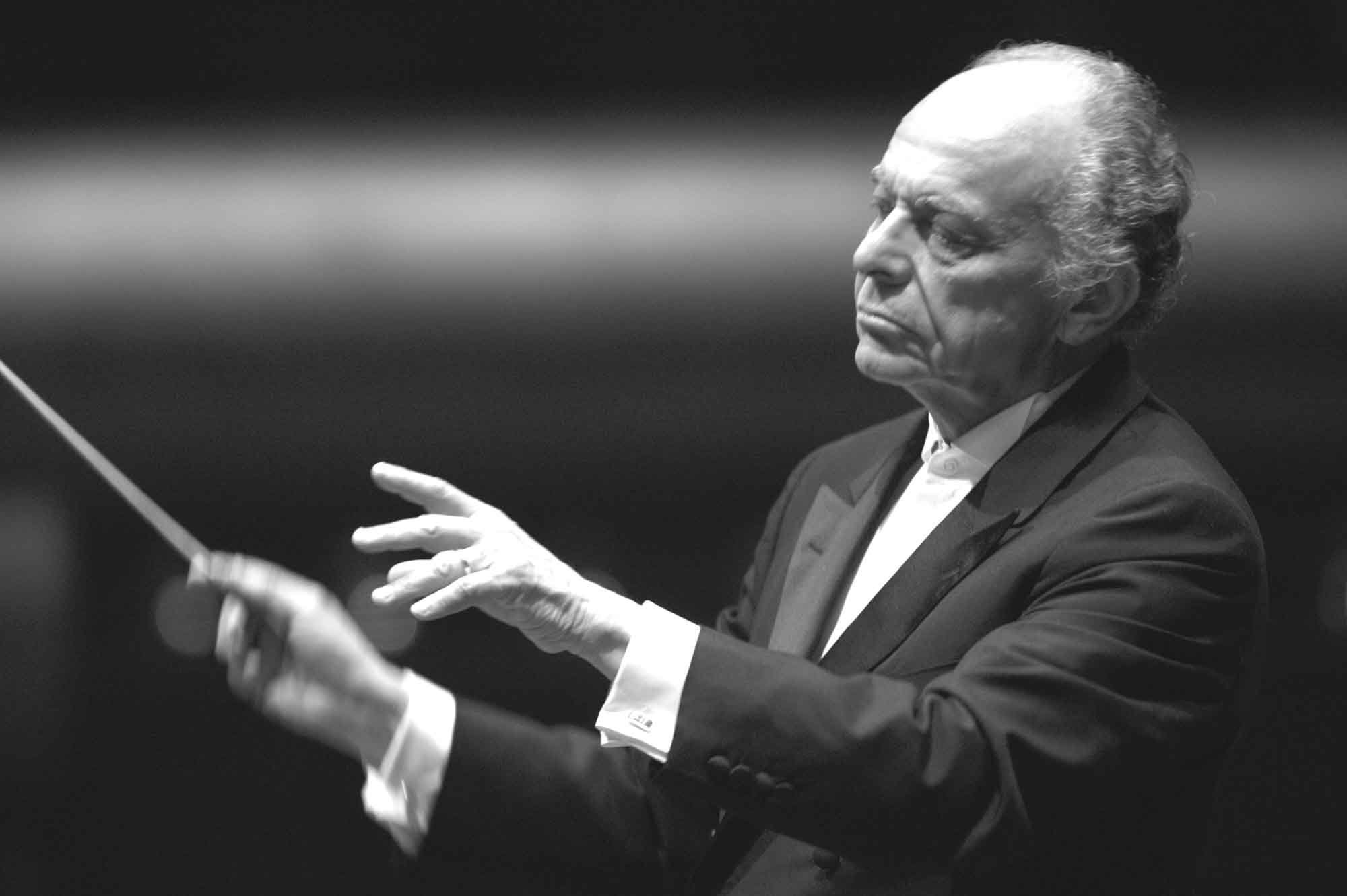
Lorin Maazel

Em 2000, Lorin Maazel fez uma aparição como maestro convidado com a Filarmônica em duas semanas de concerto, após vinte anos de abstinência, tendo uma positiva reação dos músicos da orquestra. Essa aparição fez com que ele fosse apontado em janeiro de 2001 como o novo Diretor Musical da orquestra. Ele assumiu o posto em setembro de 2002, sessenta anos depois de fazer sua estreia com a orquestra, aos doze anos, no Lewisohn Stadium. Na sua primeira semana a frente da Filarmônica, ele conduziu a première mundial de On the Transmigration of Souls de John Adams, em memória aos ataques de 11 de setembro. Maazel concluiu seu contrato na temporada 2008/9.
Em 2003 a Filarmônica voltou para o Carnegie Hall. Sua antiga residência, o Avery Fisher Hall, está sob reformas, que começaram em 2010. Em 5 de maio de 2010 a orquestra apresentou seu concerto de número 15 mil, um marco nunca alcançado por outra orquestra do mundo.
Em 18 de julho de 2007 a Filarmônica nomeou Alan Gilbert para ser seu novo Diretor Musical, efetivado na temporada 2009/10.

## Visita à Coreia do Norte
A Filarmônica apresentou-se em Pyongyang por causa de um convite vindo da Coreia do Norte, em 26 de fevereiro de 2008. O eventou foi a primeira visita cultural significante dos Estados Unidos desde o fim da Guerra da Coreia. O concerto aconteceu em East Pyongyang Grand Theatre, com um programa que incluiu o Hino Nacional Coreano e o Americano, o Prelude do terceiro ato de Lohengrin de Richard Wagner, a Sinfonia nº9 de Antonín Dvorák, An American in Paris de George Gershwin, Farandole de Georges Bizet, a Overture de Candide, de Leonard Bernstein e uma música popular coreana: Arirang.

## Diretores musicais
| | |  |
| - 1842-1849 Ureli Corelli Hill, Henry Timm, Denis Etienne, William Alpers, George Loder, Louis Wiegers e Alfred Boucher - 1849-1854 Theodore Eisfeld - 1854-1855 Theodore Eisfeld e Henry Timm - 1855-1856 Carl Bergmann - 1856-1858 Theodore Eisfeld - 1858-1859 Carl Bergmann - 1859-1865 Carl Bergmann e Theodore Eisfeld - 1865-1876 Carl Bergmann - 1876-1877 Leopold Damrosch - 1877-1878 Theodore Thomas - 1878-1879 Adolf Neuendorff - 1879-1891 Theodore Thomas - 1891-1898 Anton Seidl - 1898-1902 Emil Paur - 1902-1903 Walter Damrosch - 1906-1909 Wassily Safonoff | - 1909-1911 Gustav Mahler - 1911-1923 Josef Stransky - 1922-1930 Willem Mengelberg - 1928-1936 Arturo Toscanini - 1936-1941 John Barbirolli - 1943-1947 Artur Rodziński - 1947-1949 Bruno Walter - 1949-1950 Leopold Stokowski - 1949-1958 Dimitri Mitropoulos - 1958-1969 Leonard Bernstein - 1969-1970 George Szell - 1971-1977 Pierre Boulez - 1978-1991 Zubin Mehta - 1991-2002 Kurt Masur - 2002-2009 Lorin Maazel - 2009–2017 Alan Gilbert - 2018-Presente Jaap van Zweden |  |

## Honrarias e prêmios
Grammy por Melhor Álbum Clássico
- 1965 - Sinfonia nº3 de Leonard Bernstein
- 1974 - Concerto para Orquestra de Béla Bartók
- 1978 - Concert of the Century
- 1991 - Sinfonia nº2, Gong on the Hook and Ladder, Central Parki in the Dark e The Unanswered Question de Charles Ives
- 2005 - On the Transmigration of Souls de John Adams

Grammy por Melhor Performance Orquestral
- 1990 - Sinfonia nº3 de Gustav Mahler
- 1974 - Concerto para Orquestra de Béla Bartók
- 1976 - Daphnis et Chloé de Maurice Ravel
- 2005 - On the Transmigration of Souls de John Adams

Grammy por Melhor Álbum para crianças
- 1962 - Peter and the Wolf de Sergei Prokofiev
- 1963 - O Carnaval dos Animais de Camille Saint-Saëns e Young Person's Guide to the Orchestra de Benjamin Britten
- 1964 - Young People's Concert com Leonard Bernstein

Grammy por Melhor Solista Instrumental com Orquestra
- 1979 - Concerto nº3 para Piano de Sergei Rachmaninoff com Joseph Horowitz
- 1982 - Celebração de Aniversário de Isaac Stern

Grammy por Melhor Performance Vocal Clássica
- 1963 - Götterdämmerunge Wesendock Lieder de Die Walüre de Richard Wagner

Grammy por Melhor Performance Coral
- 1970 - Sinfonia de Luciano Berio

Grammy por Melhor Álbum Produzido
- 1976 - Daphnis et Chloé de Maurice Ravel
- 1979 - Amériques/Arcana/Ionisation de Edgard Varèse
- 1982 - Celebração de Aniversário de Isaac Stern